# Уилсон, Клайд
Клайд Уилсон (24 февраля 1923 — 5 октября 2008) — американский следователь и частный детектив. Он был известен своим умением решать сложные дела, считался «самым публичным частным детективом Хьюстона».

## Ранние годы жизни и образование
Клайд Уилсон родился в Хьюстоне в 1923 году. Семья Уилсонов переехала в Остин, штат Техас, после смерти его отца, мальчику было всего девять лет. В начале 1940-х годов Клайд перешел в 9 класс и сразу был призван в армию. Он сражался во Второй мировой войне. За героическую службу он был награжден 2 пурпурными сердцами и бронзовой звездой.

## Карьера
В 1957 году Уилсон открыл свой первый офис в качестве частного детектива в Хьюстоне, а два года спустя стал партнером Филипа Брэдли, другого Хьюстонского частного детектива. Свою карьеру он начал с расследования страховых махинаций, краж и незаконной деятельности. Партнерство с Брэдли закончилось, и партнеры разошлись, Уилсон открыл свой собственный офис в Хьюстоне. Он нанял несколько следователей, но у него никогда больше не было другого партнера. Он расследовал дела о коррупции в департаменте полиции города Лафкин. Уилсон доказал факт получения взятки должностными лицами, что привело к аресту шефа полиции, его помощника и местного судьи. Год спустя он раскрыл аналогичное преступление, произошедшее в округе Полк, в результате чего окружному судье и всем четырем окружным комиссарам было предъявлено обвинение.
В 1970-х годах имя Клайда Уилсона попало в заголовки международных газет, которые писали об освобождении заложников из компании Tenneco в Эфиопии. Он также раскрыл дело о неправомерных действиях с фондом Moody Foundation и мошенничество в компании Hermann Estates.
В начале 1980-х годов он похвастался, что сможет раскрыть дело Hermann Estates за один день. Он устроил засаду главному подозреваемому на встрече за ланчем в отеле Warwick Hotel и добился признания от него, блефуя о количестве имеющихся у него доказательств. Когда совет директоров Hermann Estates попросил Уилсона найти того, кто воровал у них деньги, он отследил коррупционную схему и выявил факты мошенничества вплоть до самого верха компании. Тогда некоторые члены правления сказали ему закончить расследование. Вместо этого он передал дело окружному прокурору, который разоблачил преступную схему. Несколько лет спустя широкое освещение в прессе получило неправильное обращение с фондом Moody Foundation. Уилсон смог доказать, что воруют изнутри. Шерн Муди-младший был признан виновной стороной и был передан Уилсоном для дальнейшего расследования и наказания в прокуратуру Галвестона и Хьюстона. Делом тогда заинтересовался генеральный прокурор США.
Спустя несколько лет после того, как громкое дело об убийстве в Хьюстоне было закрыто, Уилсон использовал женщину-детектива, чтобы та под прикрытием выманила у подозреваемого признание. Одно из самых громких дел Клайда Уилсона было раскрыто, когда он выследил и подружился с горничной в отеле — Trump Plaza в Атлантик-Сити. Навыки поиска Уилсона нашли любовное гнездышко Марлы Мэйплсз, доказав, что даже Дональд Трамп не был застрахован от Уилсона и его способностей к выслеживанию людей.
У самого Уилсона были свои проблемы с законом. В 1973 году он был обвинен Федеральным судом в незаконной прослушке сотрудников компании Hunt Oil Co, когда он работал на Далласских нефтяников Нельсона и Герберта Ханта. Он не признал себя виновным и был приговорен к двум годам условно. Позже в 1977 году президент Джеральд Форд помиловал Уилсона, это было одно из его последних действий в последний день пребывания на своем посту. Он сказал, что принял это решение потому, что федеральные власти установили, что Уилсон не был виновен.
В 1990-х годах он был в центре дела о политической клевете, тогдашний представитель штата Сильвестр Тернер подал иск против местной телевизионной компании. Одно из самых громких дел Клайда Уилсона закончилось обвинением в супружеской неверности, которое разрушило брак миллиардера Дональда Трампа с его первой женой Иванай. Он продолжал работать более 30 лет и был одним из лучших детективов в Техасе.

## Личная жизнь
В 1942 году в госпитале Остина он встретил свою будущую жену Агнес. Она работала медсестрой и ухаживала за матерью Клайда. Пара поженилась в январе 1943 года, в браке у них было семеро детей.

## Проблемы со здоровьем
В последние дни из-за проблем со здоровьем Уилсон значительно ослаб. Он перенес 4 операции, 2 из которых на толстой кишке. На главной артерии у него была аневризма, которая, по словам врачей, могла лопнуть в любой момент. Проблемы со здоровьем окончательно убедили Уилсона, что пора уходить на пенсию, что он крайне неохотно сделал, закрыв свой офис, куда за помощью обычно приходило много людей.